# Grazer Schloßbergbahn
| Wagen 2 unterhalb der Bergstation |                     |                          |             |
| Streckenlänge: | 0,212 km            |                          |             |
| Spurweite: | 1000 mm (Meterspur) |                          |             |
| |                     |                          |             |
| Höhendifferenz: | 108,95 m            |                          |             |
| Steigung: | 599 ‰               |                          |             |
| Geschwindigkeit: | 1,5 m/s, max. 3 m/s |                          |             |
| Kapazität: | 58 Personen/Kabine  |                          |             |
| \| \| 0,212 \| Schloßbergrestaurant \| 467 m ü. A. \| \| \| ~0,14 \| Brücke Major-Hackher-Weg \| 416 m ü. A. \| \| \| ~0,06-0,12 \| Abtsche Ausweiche \| 385 m ü. A. \| \| \| 0,0 \| Schloßbergbahn \| 358 m ü. A. \| |                     |                          |             |
| Kopfbahnhof Streckenanfang, mit Tunnelstrecke und Streckenende (im Tunnel) | 0,212               | Schloßbergrestaurant     | 467 m ü. A. |
| Strecke mit Straßenbrücke | ~0,14               | Brücke Major-Hackher-Weg | 416 m ü. A. |
| | ~0,06-0,12          | Abtsche Ausweiche        | 385 m ü. A. |
| | 0,0                 | Schloßbergbahn           | 358 m ü. A. |

Die Grazer Schloßbergbahn ist eine Standseilbahn, die seit 1894 auf den Grazer Schloßberg führt. Die Bahn wird von den Graz Linien betrieben und ist in den Verkehrsverbund Steiermark integriert. 

## Geschichte

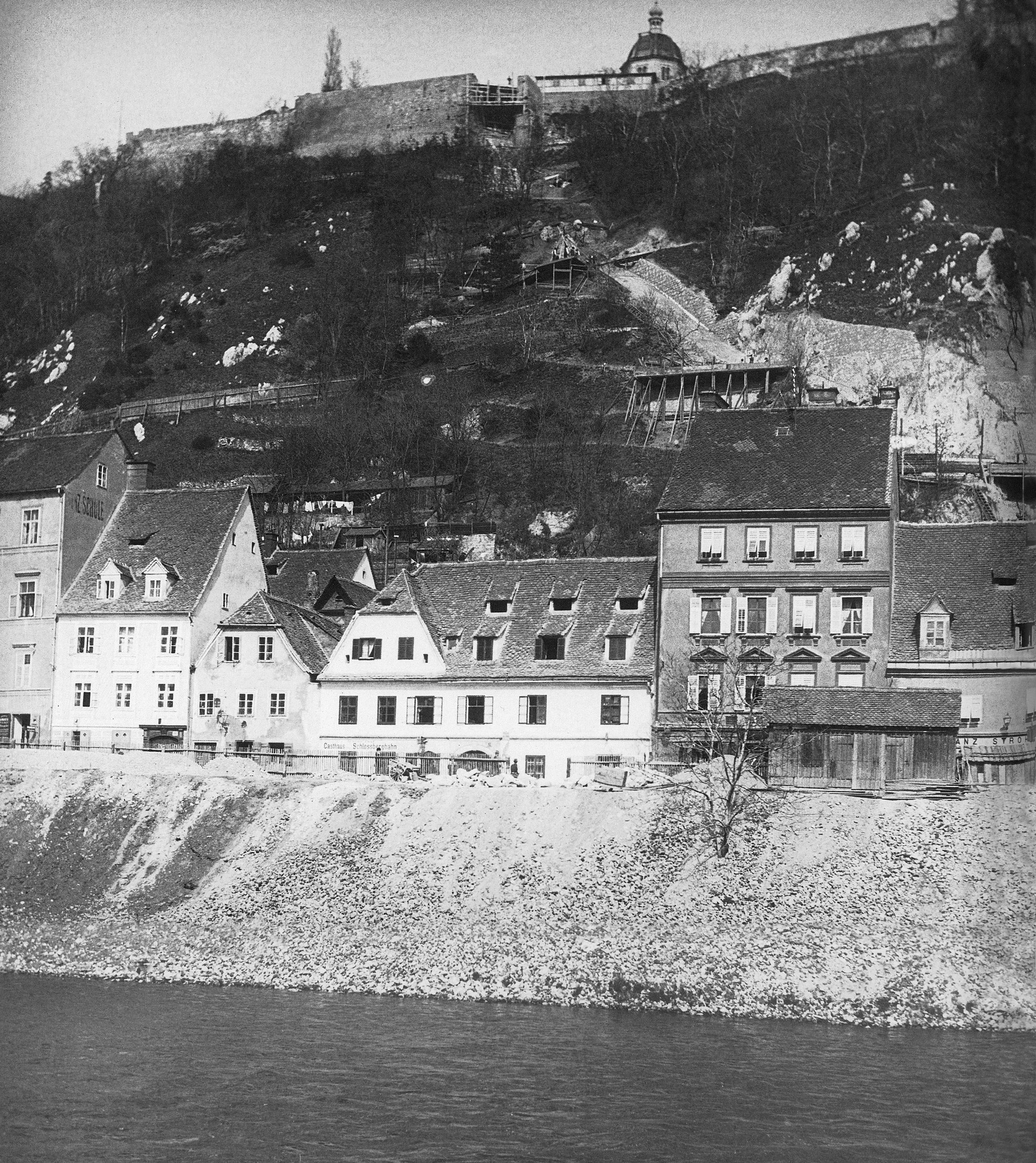
Schloßbergbahn im Bau (1893/94)

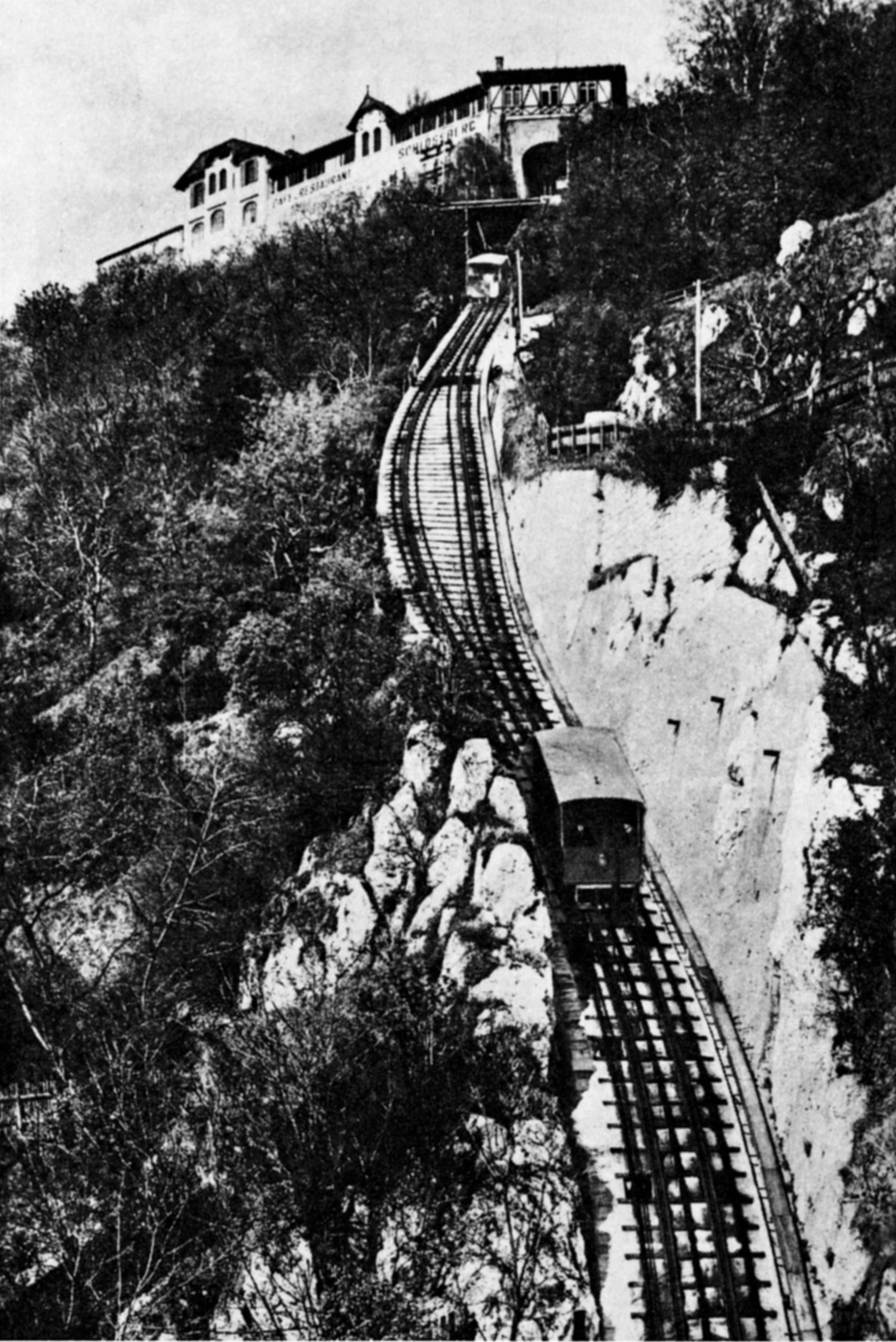
System 1894–1960, Doppelnutzung der Mittelschiene (außerhalb der Ausweiche), rechts die Trasse für die bis 1900 benutzte Dampfrohrleitung

Stationsgebäude, Kaiser-Franz-Josef-Kai 38

Plakette aus 1894

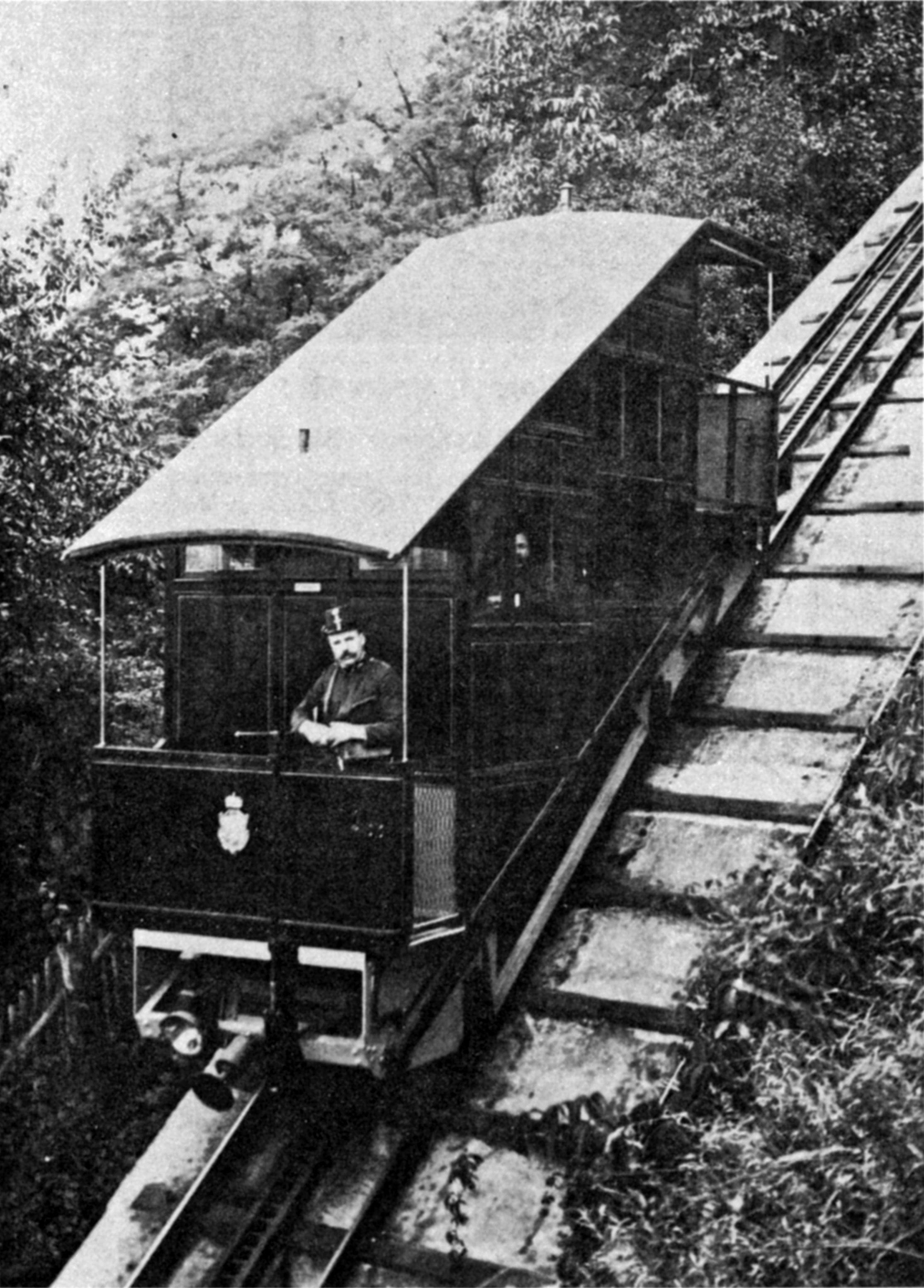
Wagen Nr. 1 innerhalb der nördlichen Ausweiche (um 1900)

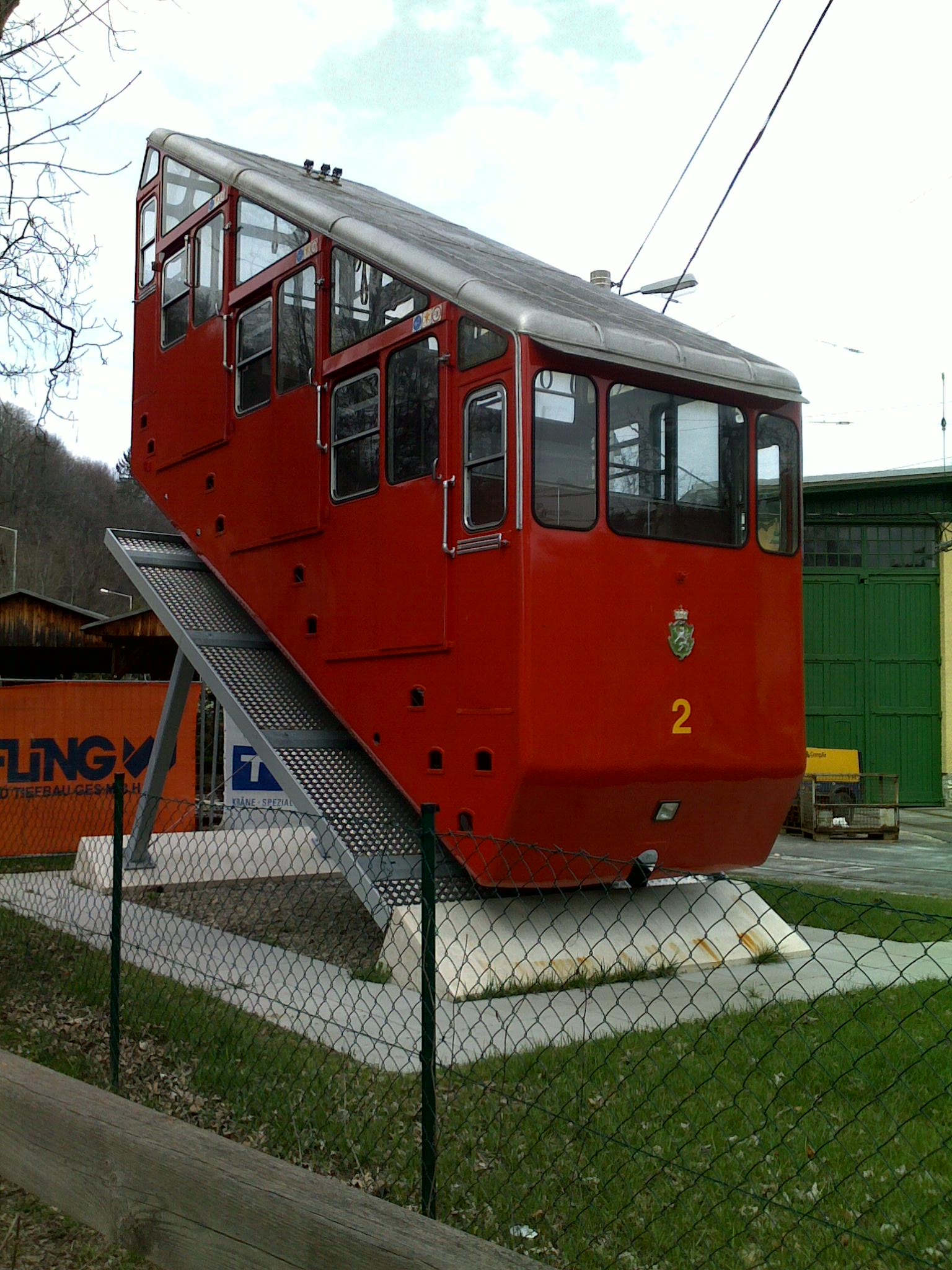
Alter Wagen 2 vor dem Tramway Museum Graz

### Historisches
In geschichtlichen Aufzeichnungen findet bereits 1528 ein „Schloßbergzug“ Erwähnung, der, wie auch später erwähnte Bahnen, ausschließlich zur Materialbeförderung auf den Berg genutzt wurde.

### Erste Generation
Die Schloßbergbahn – für Personen – wurde zwischen August 1893 und Oktober 1894 unter der Leitung von Ingenieur Ludwig Philipp Schmidt (ehemaliger geschäftsführender Generaldirektor der Pferdetramway in Triest) erbaut. Die Bauleitung hatte Johann Korbuly (Erfinder des Matador-Spielzeugs) inne. Die Schlossbergbahn wurde am 25. November 1894 eröffnet. Mit Vertrag vom 16. November 1899 übernahm die Grazer Tramway-Gesellschaft (GTG) den Betrieb der Bahn.
Die Bahn erklimmt den Schloßberg vom Kaiser-Franz-Josef-Kai an der Westseite auf einer Streckenlänge von 212 m, überwindet dabei einen Höhenunterschied von 108,95 m bei einer Steigung von 599 Promille. Die Strecke beschreibt dabei eine leichte Rechtskurve. Die Talstation liegt im Erdgeschoß eines Wohnhauses, die Bergstation in der Festungsmauer, die mit einem Tunnelportal durchbrochen wurde. Mit der Bahn wurde auch neben der Bergstation das erste Schloßbergrestaurant gebaut.
Ursprünglich wurde die meterspurige Bahn zwischen den Schienen von einer Zahnstange System Riggenbach begleitet, in die das Bremszahnrad der Wagen eingriff. Mit Ausnahme der Ausweiche teilten sich die beiden Schienenstränge die Mittelschiene.
Die beiden ersten Wagen, die von 1894 bis 1960 eingesetzt wurden, hatten je 16 Sitz- und 16 Stehplätze und wogen je 5,6 t. Bis 3. September 1899 wurde die Bahn durch eine feststehende Dampfmaschine mit 40 PS (29,4 kW) angetrieben, wobei jedoch der Dampf im Tal erzeugt und mittels Rohrleitung zur Maschine am Berg geleitet wurde. Am 12. April 1900 erfolgte die Umstellung auf Elektroantrieb. Zur Versorgung des Schloßbergrestaurants wurden mit dem von der GTG erzeugten Strom auch Wasserpumpen sowie Ventilationsaggregate gespeist.

### Zweite Generation
Der Umbau zur „zweiten Schloßbergbahn“ wurde vom 3. Oktober 1960 bis zum 9. Juni 1961 durchgeführt. Dabei wurden die Riggenbach-Zahnstangen entfernt, die Schienen auf ein eingleisiges 2-Schienen-System mit einer Ausweiche auf halbem Weg umgebaut sowie neue Wagen angeschafft.
Das technische Herzstück der Bahn ist seitdem eine Abtsche Weiche, die ohne bewegliches Teil funktioniert. Bergwärts gesehen hat ein Wagen auf den linken Rädern je zwei Spurkränze, die diesen Wagen an der Ausweiche durch Formschluss nach links führen. Der andere Wagen wird rechts geführt.

### Die dritte Generation
Letzter Betriebstag der zweiten Wagengeneration war nach 43 Jahren am 29. Februar 2004. In einer spektakulären Aktion wurden die alten Wagen am 6. März 2004 mit einem Autokran über das fünfgeschoßige Talstationsgebäude gehoben.
Die Bahnanlage wurde im Laufe des Sommers 2004 den Ansprüchen eines modernen Verkehrsmittels folgend auf den neuesten Stand der Technik gebracht. Am Morgen des 12. Juni 2004 wurden dann die neuen, von den Graz AG Verkehrsbetrieben in Zusammenarbeit mit der Fachhochschule für Industrial Design entworfenen und von Carvatech gefertigten Wagen auf die Strecke eingehoben. (Siehe Weblink weiter unten)
Der Betrieb wurde am 1. August 2004 wieder aufgenommen, und am 12. September fand unter Anwesenheit der städtischen Politikprominenz ein Familienfest zur offiziellen Eröffnung der neuen Schloßbergbahn statt.
Der Wagen erhielt den Designpreis Joseph Binder Award in Silber.

### Trassensanierung
2022 wurde die knapp 60 % ansteigende Trasse grundlegend instand gesetzt. Ableitung von Wasser, der Sitz der Schienen,  die Leitrollen für beide Seiltrume, die Begehbarkeit sind sicherheitsrelevant.

## Die neuen Wagen

Wagen 1 verlässt die Bergstation (2007)

Die im Jahre 2004 aufs Gleis gestellten Wagen sowie der damit zusammenhängende Umbau der Bahn kosteten 2,5 Mio. Euro. Das Design war das Gewinnerprojekt eines an der FH Joanneum ausgeschriebenen Wettbewerbs zur Neugestaltung der Bahn. Zentrales Element sind die ovalen Panorama-Glasdächer, die „vom Fahrgast im Inneren als Rahmen wahrgenommen werden und [beim Blick] von der Stadt her als Erkennungszeichen der Bahn zu sehen sind“.
Innerhalb der Wagen ist der Passagierraum wegen der Steilheit der Strecke durch Brüstungen in drei Höhenstufen gegliedert. Durch das Panorama-Glasdach eröffnet sich während des Aufstiegs zur Bergstation ein beeindruckender Ausblick vom Westhang des Schlossbergs auf den Westen von Graz.
Die neuen Wagen verfügen im Gegensatz zu den alten jeweils über nur einen, an der bergseitigen Front liegenden, Führerstand. Um auch bei der Talfahrt die Übersicht für den Wagenführer zu gewährleisten, ist in der talseitigen Front eine Kamera eingebaut, deren Bild im Führerstand auf einen Monitor übertragen wird.

## Fahrzeugerhaltung
Ein Wagen der Ersten Generation gehört zum Bestand des Technischen Museums Wien, wird aber derzeit (2021) nicht ausgestellt. Beide Wagen der Generation 2 sind ausgestellt. Wagen 1 befindet sich in der Shopping City Seiersberg, Wagen 2 im Tramwaymuseum Graz.

## Bilder

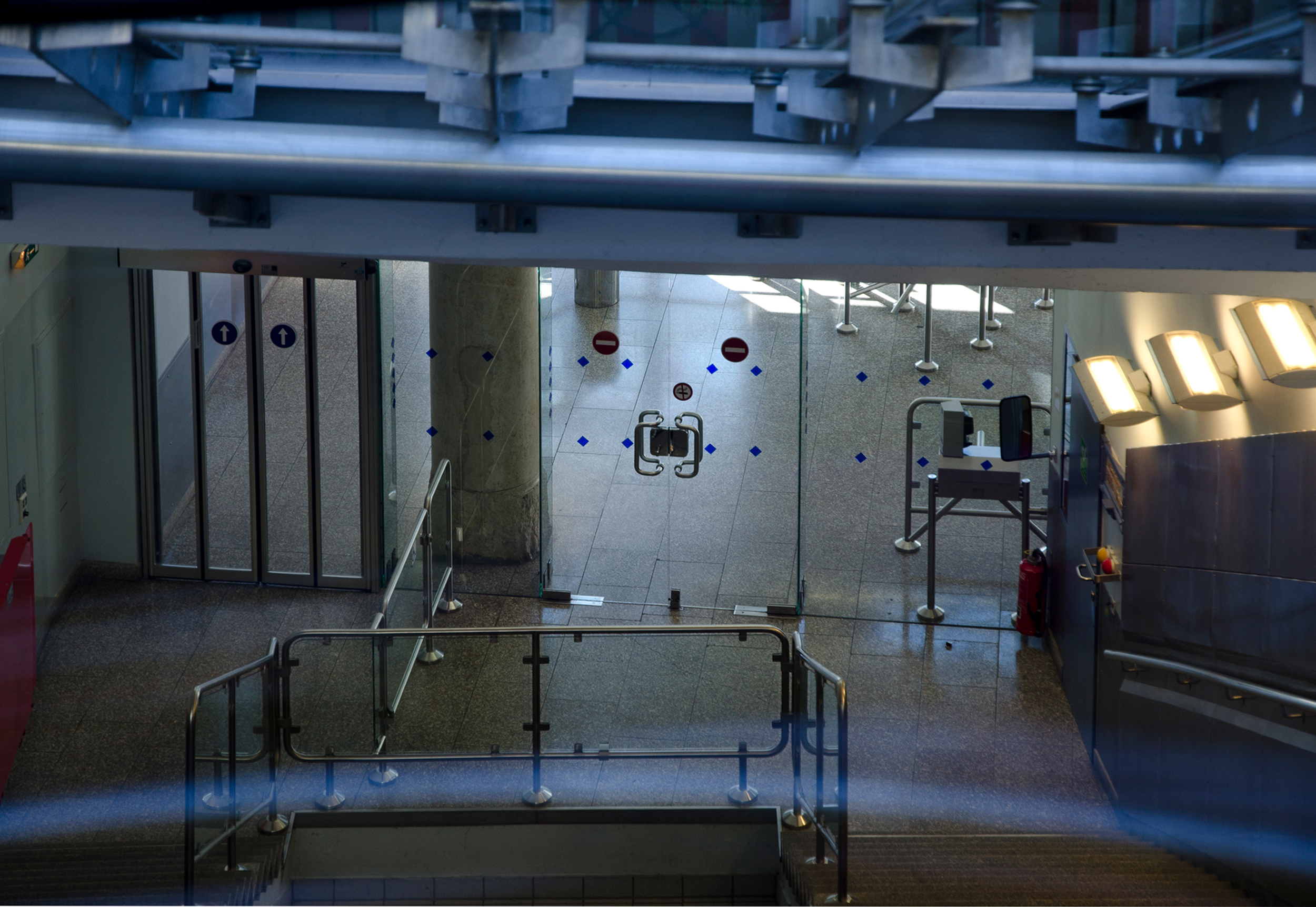
Talstation, Drehkreuzbereich
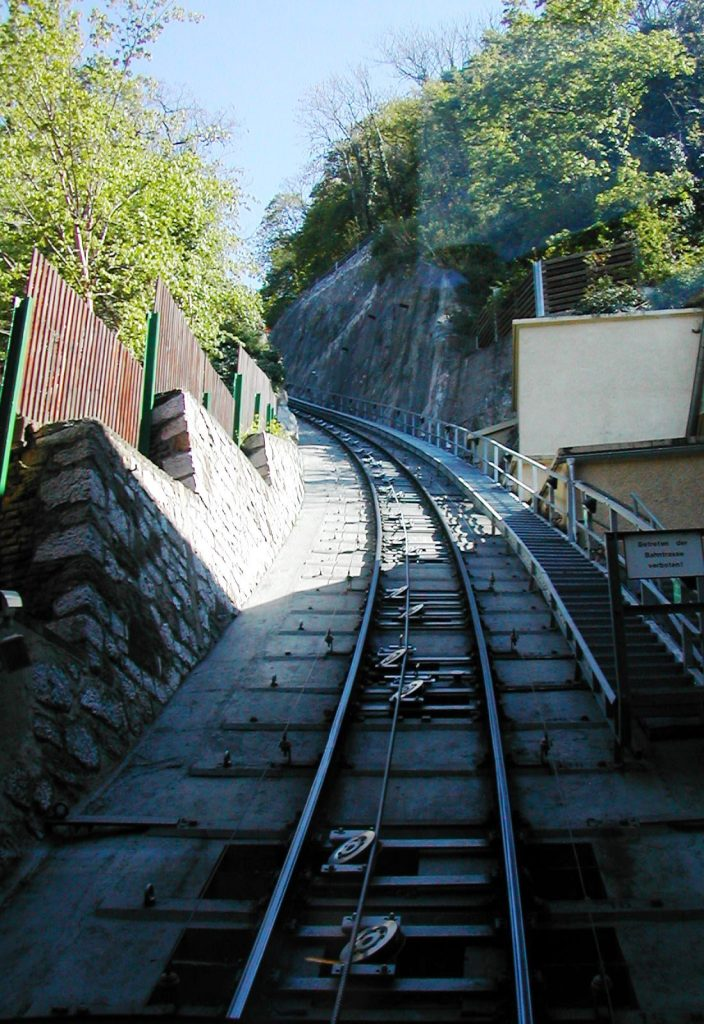
Gleiskörper von der Talstation aus gesehen
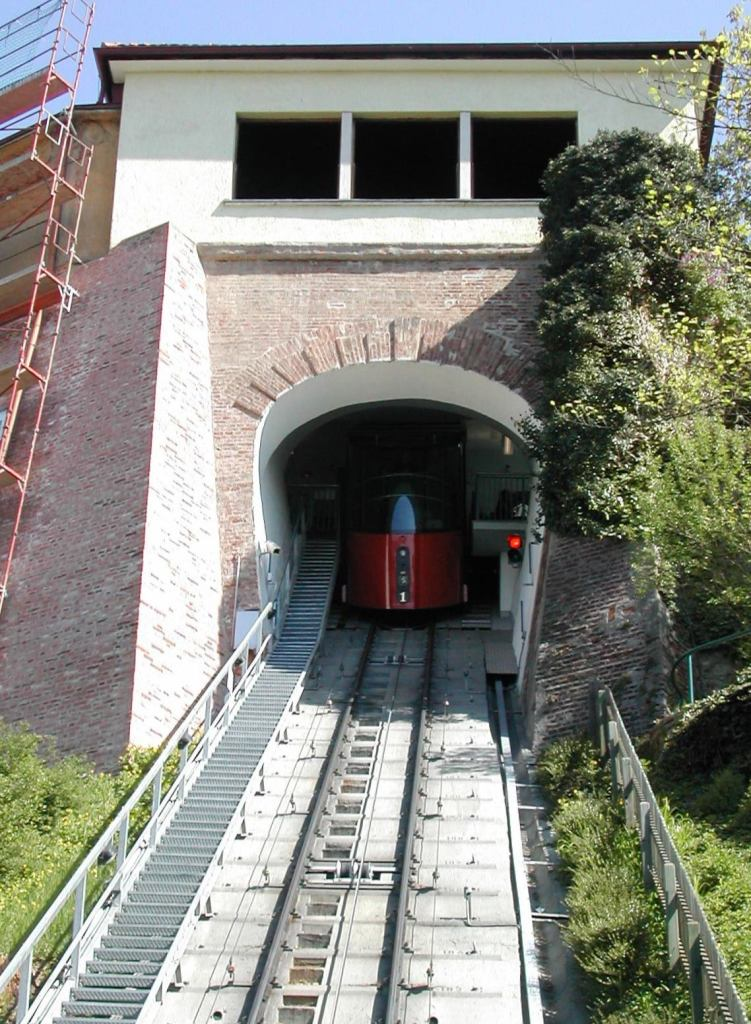
Wagen 1 in der Bergstation
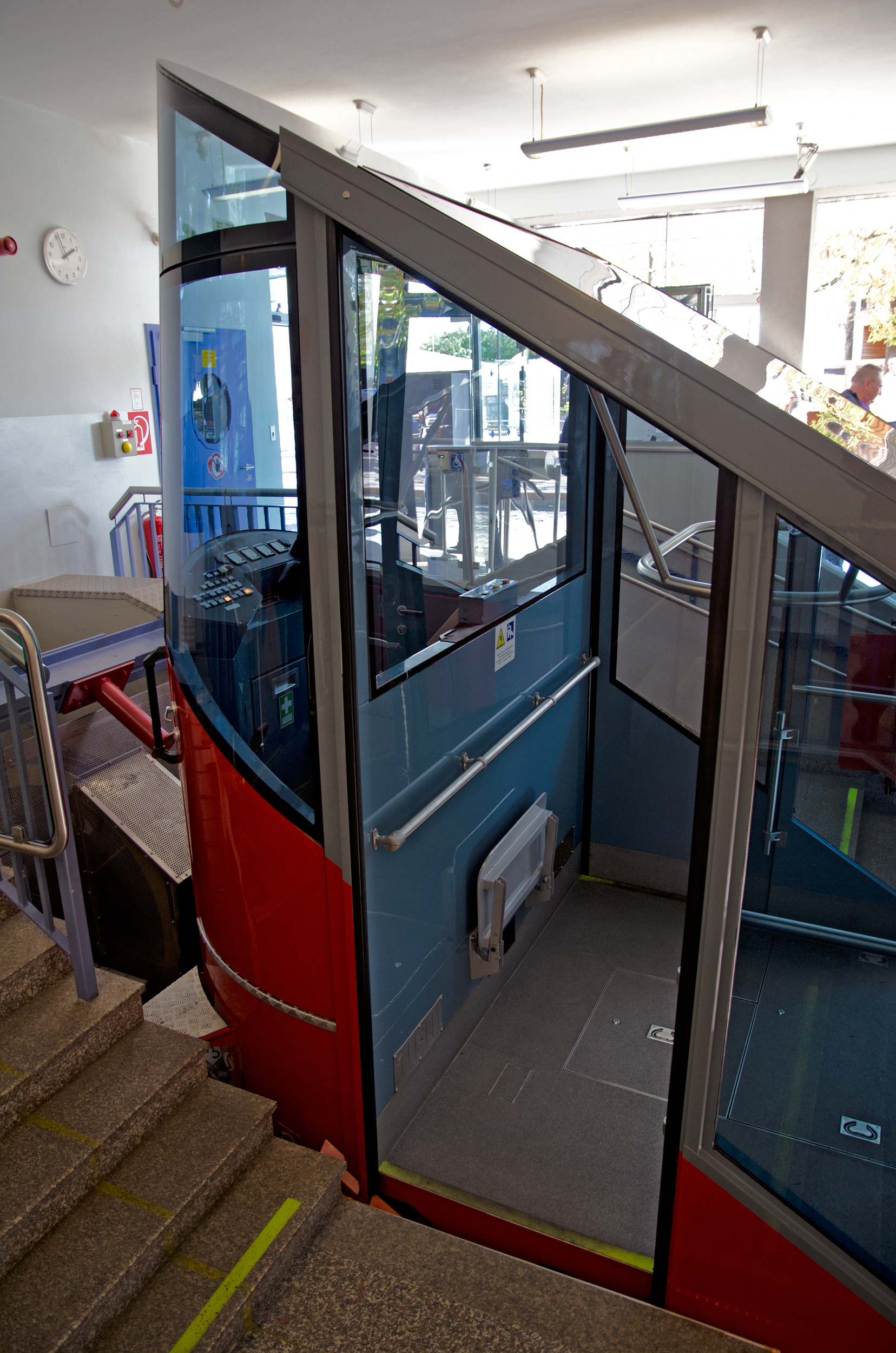
Bergstation, Wagen in Bereitschaft
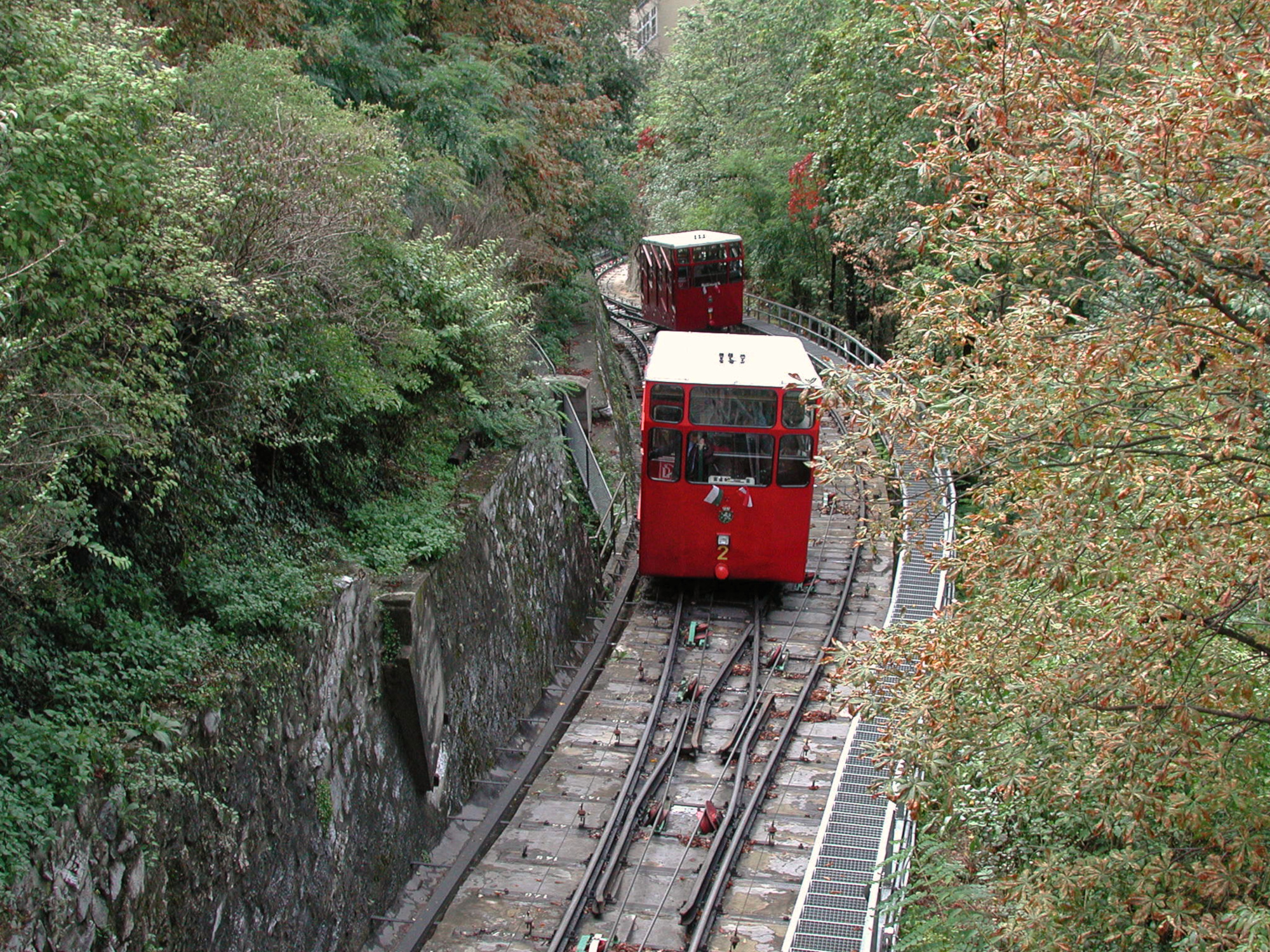
Zugkreuzung mit Wagen der zweiten Generation (2003)
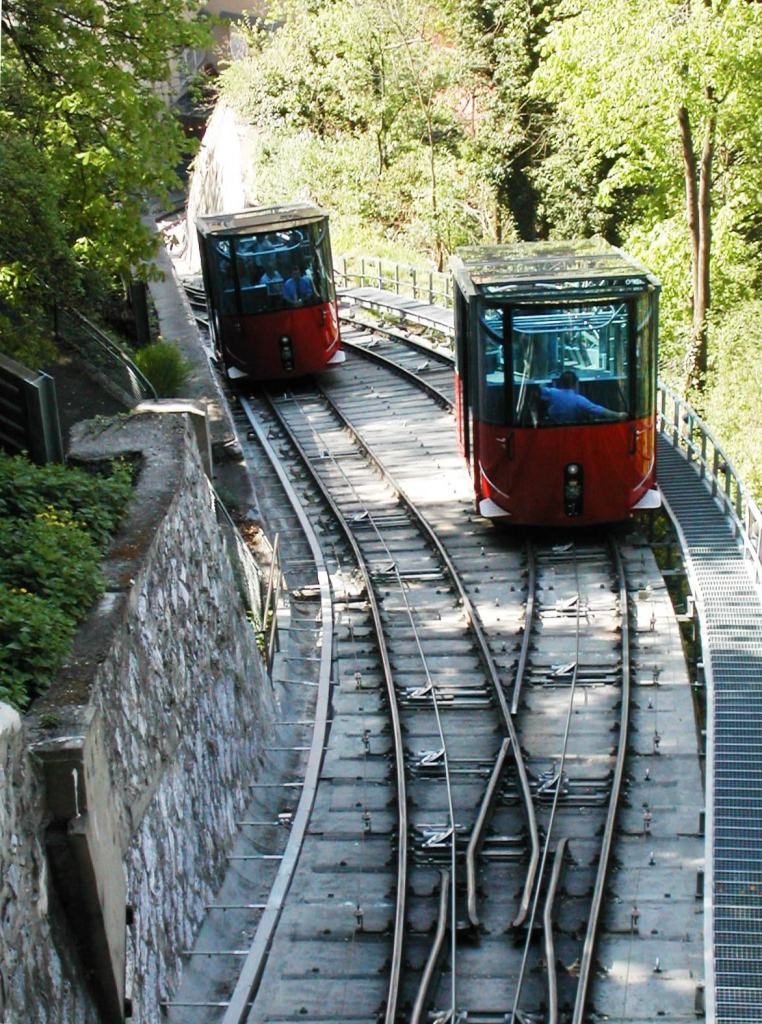
Begegnung in der Abt-Weiche: rechts: Wagen 1 talwärts, links: Wagen 2 bergwärts; an den Enden desselben Seils. Blick vom Steg westwärts abwärts.
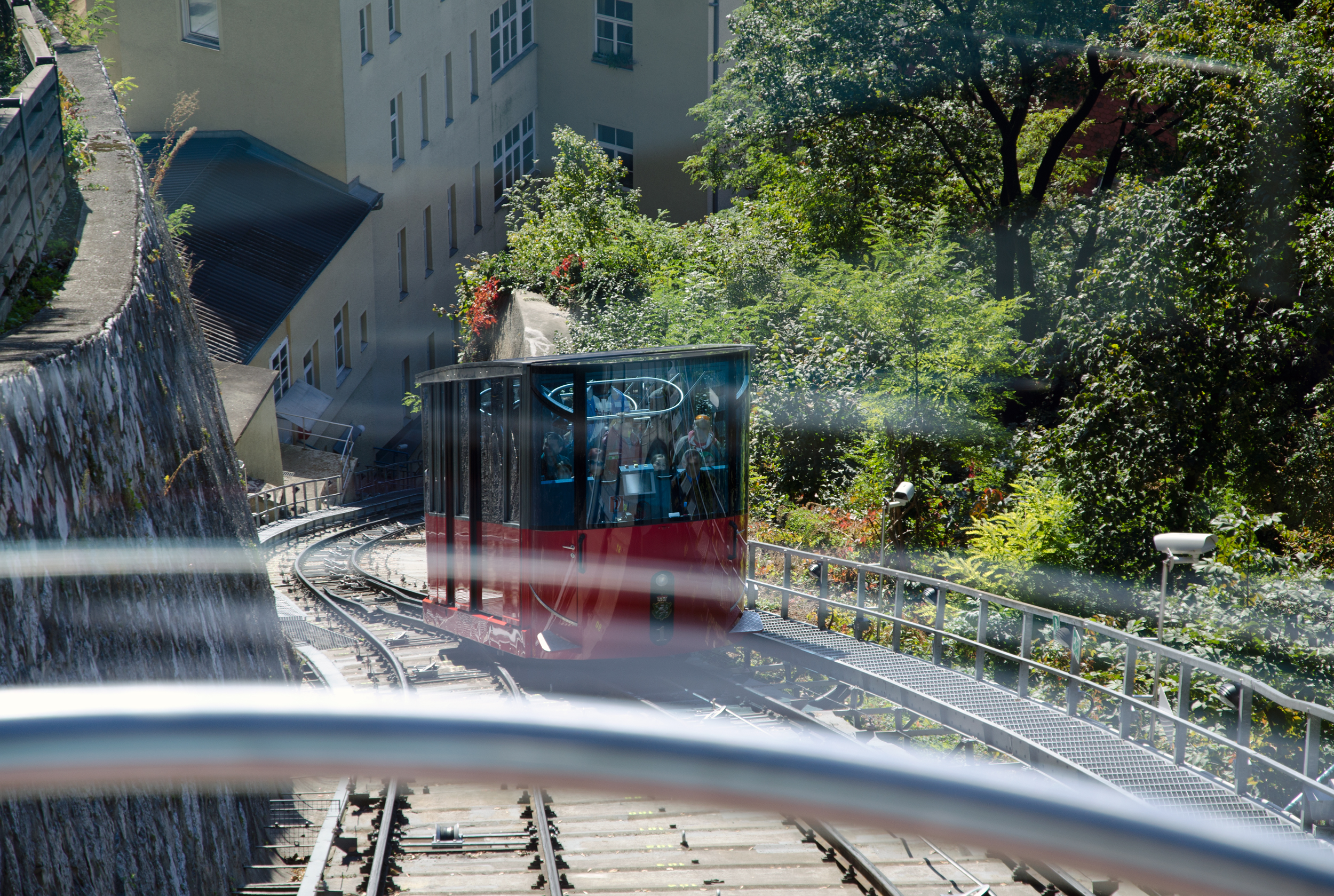
Nach einer Wagenkreuzung – von Wagen 2 talwärts gesehen
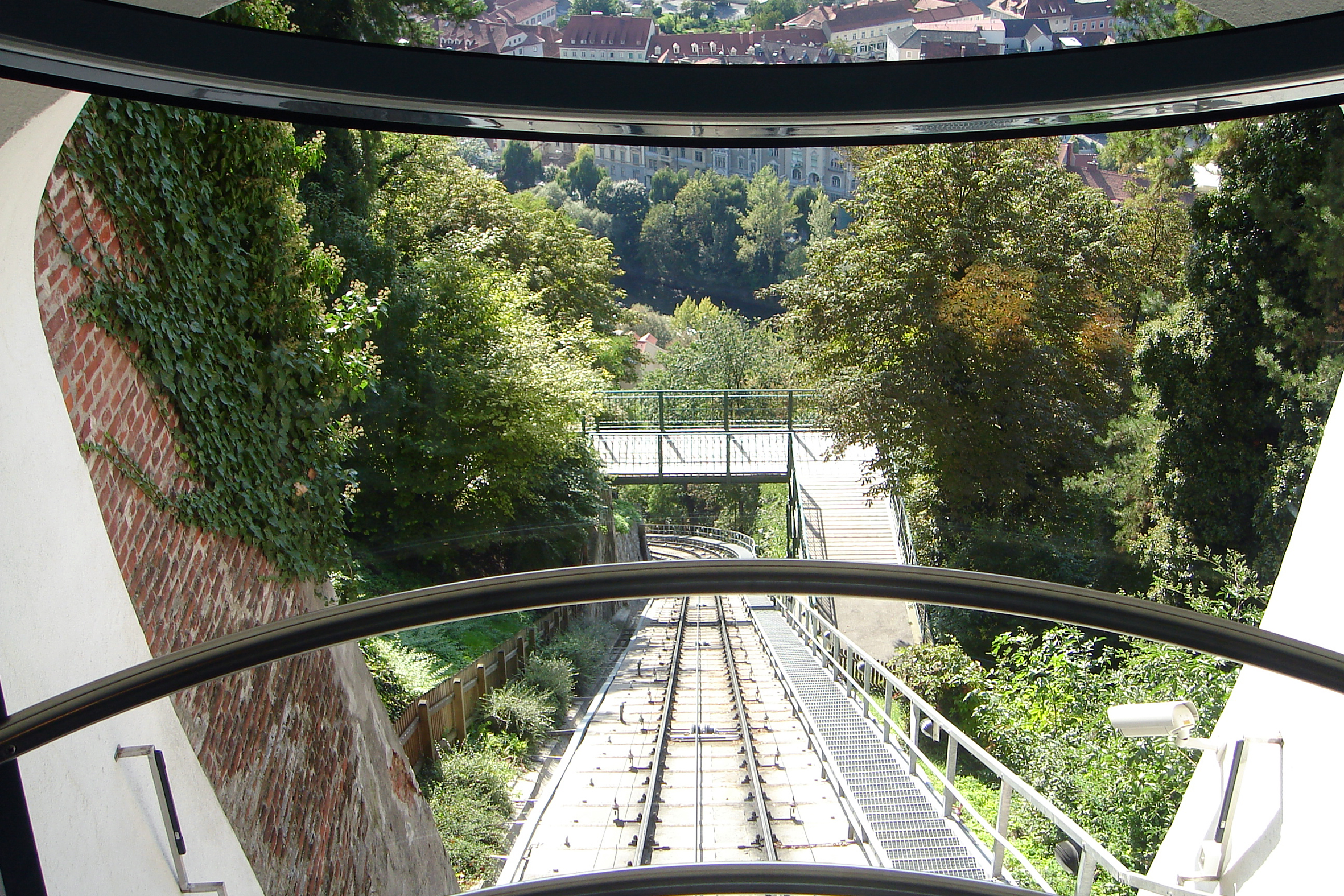
Talwärtiger Blick aus der Bergstation (2006)
Schloßbergbahn Bergstation

- Begegnung in der Abt-Weiche:
rechts: Wagen 1 talwärts,
links: Wagen 2 bergwärts;
 an den Enden desselben Seils.
 Blick vom Steg westwärts abwärts.
- Nach einer Wagenkreuzung – von Wagen 2 talwärts gesehen
- Talwärtiger Blick aus der Bergstation (2006)
- Schloßbergbahn Bergstation